# Sphecodes grandidieri
Sphecodes grandidieri là một loài Hymenoptera trong họ Halictidae. Loài này được Buysson mô tả khoa học năm 1901.